# Åge Hadler
Åge Hadler, né le 14 août 1944 à Bergen est un athlète norvégien spécialiste de la course d'orientation. Il est le premier champion du monde de l'histoire de son sport en individuel, aux Mondiaux de Fiskars en 1966. Il a également remporté deux autres titres mondiaux, en relais et en individuel, ainsi que trois médailles de bronze.

## Biographie
Åge Hadler est né à Bergen en 1944. Son premier club sportif est le Bergens Turnforening. Il étudie à l'Université d'Oslo, dont il est diplômé en 1970. Il se marie en 1968 avec une autre orienteuse, Ingrid Hadler, qui devient la même année championne du monde en relais, avant de remporter le titre individuel deux années plus tard à Linköping.
Åge Hadler se révèle en 1966 en prenant part aux premiers championnats du monde qui se déroulent les 2 et 3 octobre à Fiskars, en Finlande. Il remporte le premier titre individuel de l'histoire de son sport au terme d'une course comprenant 11 contrôles sur 14,1 kilomètres. Il s'impose avec 2 min 42 s sur le Finlandais Aimo Tepsell. Hadler prend ensuite part à l'épreuve du relais en compagnie de Dagfinn Olsen, Ola Skarholt et Stig Berge. Les Norvégiens prennent la 3e place de l'épreuve derrière la Suède et la Finlande. En 1968, Åge Hadler gagne la médaille de bronze en individuel et en relais. Lors des championnats du monde de 1970, disputés à Friedrichroda, Hadler prend la 8e place de l'épreuve individuelle remportée par son compatriote Stig Berge, avec qui il remporte la médaille d'or en relais. En 1972, Åge Hadler remporte son deuxième titre mondial en individuel à l'occasion des championnats du monde de Staré Splavy, en Tchécoslovaquie.
Au cours de sa carrière, il a remporté huit titres de champion de Norvège entre 1966 et 1975. Il est depuis membre honoraire du club omnisports IL i BUL d'Oslo. En 1971, Hadler est nommé en tant que chercher à l'institut Fondet for markeds- og distribusjonsforskning, dont il a été directeur entre 1976 et 1986. Il est nommé à l'Autorité norvégienne de cartographie en 1986 et exerce depuis les fonctions de conseiller en communication.

## Palmarès
| Épreuve / Édition | Fiskars 1966 | Linköping 1968 | Friedrichroda 1970 | Doksy 1972  |
| Classique         | Or           | Bronze         | 8e                 | Or          |
| Relais            | Bronze       | Bronze         | Or                 | Disqualifié |